# Liu Sheng-yi
Liu Sheng-yi (21 novembre 1995) è un ex calciatore taiwanese, di ruolo attaccante.